# Малые Гулынки
Малые Гулынки — деревня в Спасском районе Рязанской области. Входит в Кирицкое сельское поселение.

## География
Находится в центральной части Рязанской области на расстоянии приблизительно 7 км на юг по прямой от районного центра города Спасск-Рязанский на правом берегу реки Проня.

## История
На карте 1850 года показана как поселение с 12 дворами. В 1859 году здесь (тогда деревня Спасского уезда Рязанской губернии) было учтено 22 двора, в 1897 — 18.

## Население
Численность населения: 169 человек (1859 год), 142 (1897), 18 в 2002 году (русские 100 %), 21 в 2010.